# Venus și Marte
Venus și Marte este o pictură realizată de maestrul Renascentist italian Sandro Botticelli în jurul anului 1483. Înfățișează zeii romani Venus și Marte într-o alegorie a frumuseții și vitejiei. Venus îl privește pe Marte cum doarme în timp ce doi satiri se joacă cu armura sa iar altul se odihnește sub brațul său. Un al patrulea suflă o scoică mică în urechea sa în încercarea de a-l trezi.
Scena are loc într-o pădure iar fundalul, în depărtare, arată marea din care a răsărit Venus. Un roi de viespi zboară în jurul capului lui Marte, probabil ca un simbol ca dragostea este adesea însoțită de durere. O altă explicație posibilă este aceea că viespii reprezintă familia Vespucci care a comandat tabloul; simbolul casei Vespucci este viespele.

## Sursă
O sursă posibilă a tabloului este Stanze a lui Poliziano. Stanze 122 descrie cum eroul a găsit-o pe Venus "șezută pe marginea canapelei ei, tocmai eliberată din îmbrățișarea lui Marte care zace pe spate în poala ei, încă hrănindu-și privirea cu chipul ei". Poliziano a fost unul din umaniștii renascentiști de la curtea lui Lorenzo de Medici iar în stanza sa face o alegorie la adresa bravurii lui Giuliano di Piero de' Medici' într-un turnir organizat de fratele său mai mare Lorenzo pentru a sărbători încheierea unui tratat cu Veneția.
Giuliano di Piero de' Medici este cel mai probabil modelul atletic pentru zeul războiului ce doarme lângă zeiță în această lucrare. Totuși, descrierea lui Poliziano conform căreia Marte zace în poala ei și o privește este o descriere slabă a picturii. Este posibil ca Venus să o reprezinte pe Simonetta Vespucci, o frumusețe a vremii respective, căsătorită cu vărul lui Amerigo Vespucci. Botticelli, care a pictat-o de multe ori după moartea sa, a cerut să fie îngropat, la fel ca ea, în Biserica Ognissanti din Florența.

## Locație
Deși astăzi Botticelli este cel mai renumit pictor florentin din a doua jumătate a secolului al XV-lea, a fost redescoperit abia la sfârșitul secolului al XIX-lea când accentul său pus pe linii și contur a rezonat cu sensibilitatea contemporană. Între 1857 și 1878 National Gallery din Londra a achiziționat cinci lucrări ale sale, inclusiv Venus și Marte.